# Aphricus
Aphricus is een geslacht van kevers uit de familie  
kniptorren (Elateridae).
Het geslacht is voor het eerst wetenschappelijk beschreven in 1853 door LeConte.

## Soorten
Het geslacht omvat de volgende soorten:
- Aphricus californicus LeConte, 1853
- Aphricus chilensis Fleutiaux, 1940
- Aphricus knowltoni Knull, 1957
- Aphricus lanei Knull, 1956
- Aphricus luteipennis Fall, 1907
- Aphricus neomexicanus Knull, 1957
- Aphricus tenuis Fall, 1928
- Aphricus texanus Knull, 1957